# Radmilović
Radmilović (en serbe cyrillique : Радмиловић) est un village de Serbie situé dans la municipalité de Knić, district de Šumadija. Au recensement de 2011, il comptait 230 habitants.
Radmilović est également connu sous le nom de Radmilovici.

## Démographie
| 1948 | 1953 | 1961 | 1971 | 1981 | 1991 | 2002 | 2011 |
| ---- | ---- | ---- | ---- | ---- | ---- | ---- | ---- |
| 568  | 531  | 488  | 439  | 396  | 335  | 260  | 230  |

|  |